# Ashraf Marwan
Ashraf Marwan (Il Cairo, 2 febbraio 1944 – Londra, 27 giugno 2007) è stato un imprenditore, agente segreto e politico egiziano.

## Biografia
Figlio di un generale egiziano, Ashraf Marwan si laurea al Cairo in ingegneria chimica. In ateneo incontra Mona, la figlia prediletta del presidente egiziano Gamal Abdel Nasser, che sposa nel luglio 1966, entrando così nella cerchia degli uffici presidenziali. Nel settembre 1970, con la morte del suocero, che non lo stimava, acquista nuovo potere nei servizi di sicurezza, grazie alla fiducia che riesce a conquistare presso il nuovo presidente egiziano Anwar al-Sadat. Nel maggio 1971 contribuisce a sventare un complotto contro il presidente.
In quegli anni è in contatto con dirigenti del Mossad, i servizi segreti israeliani, un ruolo controverso perché considerato come un agente che lavorava per lo spionaggio egiziano ma che collaborava con quello israeliano, viste le informazioni fornite al Mossad in occasione della Guerra del Kippur del 1973. Il suo ruolo non è stato del tutto chiarito: si ritiene possibile sia che egli fosse a tutti gli effetti una spia per gli israeliani sia che abbia agito da doppiogiochista rivelando al Mossad informazioni errate in ripetuti falsi allarmi che ebbero l'effetto di cogliere impreparati gli israeliani all'effettivo scoppio della guerra. In una pubblicazione accademica del 2017 sulla rivista della CIA "Studies in Intelligence" è stato sostenuto che le informazioni da egli fornite furono sproporzionatamente dannose per gli interessi egiziani e che ciò sia un'evidenza del fatto che egli non stesse attuando un doppio gioco.
Nel febbraio 1974 diventa il Segretario della Presidenza per le Relazioni con l'Estero, stringendo ancora di più le sue relazioni con il presidente Sadat. 
Rimase al governo fino al marzo 1976. Sadat lo nominò quindi a capo della "Organizzazione araba per l'industrializzazione", organismo che coordinava l'industria della difesa. 
Dopo l'assassinio di Sadat nell'ottobre 1981, si trasferì a Londra dove intraprese una fortunata carriera di uomo d'affari e commerciante di armi, divenendo miliardario.
Ashran Marwan fu ritrovato morto nel 2007 a causa di una misteriosa caduta dal balcone del suo appartamento londinese.

## Premi e riconoscimenti
Nel 1978 Anwar al-Sadat gli concede una medaglia per i servizi resi in occasione della Guerra del Kippur

## Nella cultura di massa

### Libri
- The Angel: The Egyptian Spy Who Saved Israel (2016) di Uri Bar-Joseph

### Cinema e televisione
- L'angelo (2018), regia di Ariel Vromen.[6]
- È citato indirettamente con il nome in codice "Il Chimico" nel film Golda (2023) diretto da Guy Nattiv.